# Broomhexine
Broomhexine is een expectorans, een "slijmverdunner" of "slijmoplosser" die taai slijm in de luchtwegen minder viskeus maakt, waardoor het makkelijker is op te hoesten. Het geneesmiddel kan worden gebruikt bij hoest, COPD (chronisch obstructieve longziekte), acute bronchitis en taaislijmziekte (cystische fibrose).
Broomhexine is sedert 1963 op de markt. Het is verkrijgbaar als merkproduct (Bisolvon van Boehringer Ingelheim) en als generiek (merkloos) product. Het wordt door diverse geneesmiddelenfabrikanten op de markt gebracht in diverse vormen zoals bruistabletten, gewone tabletten, druppels of drank. 
Een verwant middel is ambroxol, dat in feite de actieve metaboliet is van broomhexine. Ambroxol kwam eind jaren 1970 op de markt.

## Waarschuwing na registratie
Op 13 januari 2015 gaf het Europese PRAC (Pharmacovigilance Risk Assessment Committee) de aanbeveling om ernstige huidreacties en uitgebreidere informatie over de ernstige allergische reacties in de productinformatie op te nemen van broomhexine en ambroxol.